# 月見山出入口
月見山出入口（つきみやまでいりぐち）は、兵庫県神戸市須磨区の阪神高速道路3号神戸線の出入口。大阪方面のみ出入口のあるハーフICである。
開通時は入口料金所がなく、大阪方面行きの本線上にあった若宮本線料金所で料金を徴収していたが、1983年2月20日より第二神明道路須磨料金所において阪神高速道路の料金の合併収受が開始されたことにより、本線料金所は廃止され、当入口には料金所が設置された。
また、2003年8月26日に阪神高速31号神戸山手線神戸長田出入口 - 白川JCT間が開通するまでは、当出入口と阪神高速7号北神戸線布施畑西出入口との間に乗継ルートが設定されており、当出口では、無人機械式発券により乗継券を発行していた。
このランプを過ぎるとすぐに第二神明道路となる。

## 道路
- 阪神高速3号神戸線(3-24,3-25)

## 料金所

### 月見山料金所
- ブース数：2
  - ETC専用：1
  - ETC/一般：1

## 周辺
- 須磨離宮公園
- 月見山駅
- 須磨寺

## 隣
阪神高速3号神戸線
(3-23) 若宮出入口 - (3-24,3-25) 月見山出入口 - (1) 須磨IC（第二神明道路）